# Sirimeghavanna
Sirimeghavanna (Kitsiri Maiwan) fou rei d'Anuradhapura (Sri Lanka) del 304 al 332, succeint al seu pare Mahasena. Va regnar 28 anys.
Va reconstruir edificis (pirivenes, vihares, etc..) dels que havia destruït el seu pare a l'inici del regnat i no havia tingut temps de restaurar. Va completar la restauració del Palau de Bronze i va acabar la dagoba Jetavanaramaya. Fou admirador de Mahinda, el introductor del budisme i li va dedicar un festival i en ocasió d'aquest foren alliberats tots els presoners.
La Dent Sagrada que feia uns 800 anys que es conservava a Danthapura, probablement Jagarnath al Regne de Kalinga (Orissa) fou portada a l'illa. El rei de Kalinga, Guvasenam Raja, la posseïa; s'anomenava Daladasamy i era adorada al país; el rei de Sawat Nuwara va declarar la guerra al rei de Kalinga per capturar la dent sagrada i el rei atacat va demanar a la seva germana Ranevalenam Kumari i el seu marit Dantanam Kumara de disfressar-se de pelegrins i en cas de derrota en la guerra portar la dent al rei de Sri Lanka, que era molt amic del rei de Kalinga; en cas de derrota el rei va convenir en que hissaria una bandera vermella que seria el senyal per la seva germana i cunyat per agafar la dent i marxar; efectivament Guvasenam Raja fou derrotat i le seva germana i el seu marit van complir el que se'ls havia demanat; la dent va viatjar amagada als cabells de Ranevalenam Kumari fins a Tuticorin on van embarcar cap a Ceilan on la van entregar al rei Sirimeghawanna, el qual va allotjar a la princesa i el seu marit a Kerigama, al korale (districte) de Beligal i els va concedir diversos favors. La dent fou depositada pel rei en un casc de pedra i allotjat a un edifici anomenat Dharamachakka, construït per Devanampiya Tissa als jardins reials; en endavant l'edifici va rebre el nom de Dathadhatu-ghara; tant satisfet va quedar el rei de rebre la relíquia que va gastar 900.000 massa en un festival en el seu honor i va ordenar que cada any fos portada al temple d'Abhayagiri on s'havia de fer un festival similar 
Sirimeghavanna va construir 18 vihares i diversos tancs d'aigua en llocs més afectats per la manca d'aigua en l'estació seca.
A la seva mort el va succeir el seu germà Jettha Tissa II.